# آنجلابیبی
یانگ یینگ مشهور و شناخته‌شده با نام آنجلابیبی (به انگلیسی: Angelababy) (زاده ۲۸ فوریه ۱۹۸۹) بازیگر، خواننده و مدل چینی است.

## اوایل زندگی
آنجلابیبی در شانگهای چین از مادری شانگهایی و پدری اهل هنگ کنگ که نیمی آلمانی و نیمی چینی تبار است به دنیا آمد. نام تولد او یانگ یینگ (کانتونی: یونگ وینگ) است. پدرش یک تجارت مد در شانگهای اداره می کند.
او از کودکی تحت تأثیر پدرش به مد علاقه مند شد. او در مصاحبه‌ای گفت: "اگرچه او [پدرش] لباس‌های بالغ‌تری می‌فروشد، من دوست داشتم به فروشگاه او بروم و لباس‌های جدید را امتحان کنم و آن‌ها را با هم ترکیب کنم. سرگرم‌کننده بود. فکر می‌کنم اینگونه بود که اشتیاق به مد پیدا کردم. ".
یانگ در ۱۳ سالگی به هنگ کنگ نقل مکان کرد و در سن ۱۴ سالگی با Style International Management قراردادی برای مدلینگ امضا کرد. اگرچه نام انگلیسی او آنجلا است، اما در دوران دبستان و دبیرستان او گاهی اوقات "بچه" نامیده می شد. او این دو نام را با هم ترکیب کرد و نام هنری خود، Angelababy را تشکیل داد. او به زبان های انگلیسی، چینی، کانتونی و ژاپنی صحبت می کند.

## فیلم
| سال  | نام                                 | نقش            |
| ---- | ----------------------------------- | -------------- |
| ۲۰۱۰ | چیزی خوبه که پایانش خوبه ۲۰۱۰       | شاهزاده خانم   |
| ۲۰۱۱ | چیزی خوبه که پایانش خوبه ۲۰۱۱       | بتر            |
| ۲۰۱۱ | تأسیس یک حزب                        | شیائو فِنگ شیان |
| ۲۰۱۳ | کارآگاه جوان دی: ظهور اژدهای دریایی | رین لوایجی     |
| ۲۰۱۵ | هیتمن: مأمور ۴۷                     | دایانا برن وود |
| ۲۰۱۶ | روز استقلال: بازخیز                 | رِین لااُ        |
| ۲۰۱۶ | لیگ خدایان                          | لان دیه        |
| ۲۰۱۶ | فردا میبینمت                        | آه یو          |
| ۲۰۱۹ | خلبان                               | حضور افتخاری   |